# The Illustrated Bartsch
Pour les articles homonymes, voir Bartsch.
The Illustrated Bartsch (titre complet : The Illustrated Bartsch : Le Peintre-graveur illustré) est un large précis commenté sur la gravure et les graveurs européens publié par Abaris Books (en). Basé sur la liste en 24 volumes du Peintre-graveur composé par Adam von Bartsch à la fin du XVIIIe siècle et publiés de 1803 à 1821, le Bartsch est un ouvrage de référence sur la gravure européenne.
L'éditeur général de cet ouvrage constitué de plus de 170 volumes fut longtemps Walter L. Strauss (1922 - 1988), historien de l'art spécialiste des estampes allemandes du XVIe siècle. The Illustrated Bartsch présente un très grand nombre d'estampes : l'éditeur le décrit comme un « atlas d'estampes » et propose plus de 50 000 illustrations.

## Sujets traités
Le contenu du Illustrated Bartsch sur 175 volumes, dont certains sont composés de plusieurs sous-volumes (recensés en 2010). Le Bartsch se distingue par le nombre de volumes exclusivement consacrés à des commentaires.
Les sujets traités sont les suivants :
- Artistes néerlandais (vol. 1-7, 23)
- Artistes primitifs allemands (vol. 8-9)
- Artistes et maîtres allemands du XVIe siècle (vol. 10-19, 23)
- Artistes primitifs italiens (vol. 24)
- Marcantonio Raimondi (vol. 26, 27)
- Maîtres italiens du XVIe siècle (vol. 28-40)
- Maîtres italiens du XVIIe siècle (vol. 41-47)
- Gravures sur bois italiens en clair-obscur (vol. 48)
- Artistes lombards (vol. 49)
- Rembrandt (vol. 50)
- Graveurs de l'école de Rembrandt (vol. 51)
- Cornelis Cort (vol. 52)
- Artistes néerlandais pré-Rembrandt (vol. 53)
- Artistes néerlandais (vol. 54, 59)
- Dirck Volkertsz. Coornhert (vol. 55)
- Philippe Galle (vol. 56)
- Wierix (vol. 57)
- Artistes français (vol. 60-65)
- Artistes suisses (vol. 66-69)
- Famille Sadeler (vol. 70-74)
- Monogrammistes (vol. 75)
- Artistes espagnols et illustrations de livres (vol. 76-79)
- Illustrations de livres allemands (vol. 80-89)
- Illustrations d'herbes vers 1500 (vol. 90)
- Briefmalers (vol. 96, 97)
- Artistes allemands du XIXe siècle (vol. 101-110)
- Artistes italiens du XIXe siècle (vol. 111-120)
- Dominique Vivant Denon (vol. 121)
- Artistes français du XIXe siècle (vol. 122-130)
- Artistes britanniques du XIXe siècle (vol. 131-140)
- James Ensor (vol. 141)
- Gravure sur bois allemande avant 1500 (vol. 161-166)